# Starstruck (Years & Years-dal)
A Starstruck Olly Alexander brit zenész dala, amely a Years & Years szólóprojektjének keretében jelent meg 2021. április 8-én a digitális platformokon. A dalt Clarence Coffee Jr., Mark Ralph, Nathaiel Ledwige és Olly Alexander írta, és ez volt Alexander első szólóprojektje Mikey Goldsworthy és Emre Türkmen távozását követően. 2021. május 21-én megjelent egy remix Kylie Minogue ausztrál énekesnővel, majd 2022. február 15-én egy szintén remix a japán SIRUP nevű énekesnővel.

## Előzmények
2021. március 29-én Olly Alexander feltöltötte a kislemez borítóját a TikTok fiókjába, és megosztotta a hírt a többi közösségi médián keresztül. Majd egy "Starstruck challenge"-t vezetett be, melyet úgy magyarázott, hogy "minden arról szól, hogy a zárás után a legfinomabb fényed mutasd, ami mindenkit megdöbbent, mert olyan jól nézel ki".
Alexander azt nyilatkozta, hogy a dal egy este készült el, Londonon kívül egy vidéki stúdióban, mely a COVID19 zárlatok miatt minden energiáját a zenére fordította. Továbbá azt mondta, hogy a "Starstruck" a rohanásról szól, amikor valakivel együtt vagy, akit nagyon szeretsz, és meg kell, hogy tartsd a jó érzéseidet, és ne engedd el. "Mint legtöbbünk, én is az elmúlt évet otthon töltöttem, és szerettem volna valami szuper pozitív és szórakoztató dolgot alkotni az embere, és magam számára, ami örömet okoz".
2021. május 18-án a Years & Years megerősítette a "Starstruck" remixét Kylie Minogue közreműködésével, majd május 21-én megjelent a remix, amelyen Minogue új vokálokat kapott. 2021. június 4-én megjelent egy CD kislemez Kylie Minogue remixével, és az eredeti verzióval.
A Minogue-val készült változatot a Billboard a 2021-es év 25. legjobb Pride dala közé választotta, és azt állította, hogy az énekesek kicserélték a sorokat, és összeállítottak egy fülbemászó kórust a szerotonin "felrobbantásához". melyet mindannyian kerestek az elmúlt évben.

## Videoklip
A "Starstruck" megjelenését kísérő zenei videó 2021. április 12-én jelent meg a YouTube-on. A videót Fred Rowson rendezte. A klipben Alexandert egy nagy ház körül romantikusan üldözi saját klónja. A videó vége felé kiderül, hogy az eset Alexander képzelete volt, és nagyon megcsodálta a tükörképét, mielőtt elkezd táncolni egy nagy szobában.

## Élő előadások
2021. április 16-án Alexander élőben adta elő a dalt a The Graham Norton Showban, és a The One Showban. Április 25-én ismét fellépett a Sunday Brunch-en és április 28-án a James Corden-féle The Late Showban. A 2021-es British Academy Televíziós Díjkiosztó megnyitóján is elhangzott a dal. Az Alexander's 2022 Night Call Tour szetlistájának részeként a ráadás előtti utolsó dalként is szerepelt.

## Slágerlista
| Slágerlista (2021)                        | Legjobb helyezések |
| ----------------------------------------- | ------------------ |
| Australia Airplay (Radiomonitor)          | 38                 |
| Belgium (Ultratip Flanders)               | 30                 |
| Croatia (HRT)                             | 18                 |
| Csehország (Rádio Top 100)                | 43                 |
| Euro Digital Song Sales (Billboard)       | 11                 |
| Iceland (Tónlistinn)                      | 40                 |
| Ireland (IRMA)                            | 55                 |
| Japan Hot Overseas (Billboard)            | 5                  |
| New Zealand Hot Singles (RMNZ)            | 24                 |
| San Marino (SMRRTV Top 50)                | 23                 |
| Slovakia (Radio Top 40)                   | 43                 |
| Egyesült Királyság (UK Singles Chart)     | 31                 |
| US Hot Dance/Electronic Songs (Billboard) | 18                 |

## Minősítések
| Régió                                                            | Minősítés | Eladott példányszám |
| ---------------------------------------------------------------- | --------- | ------------------- |
| Egyesült Királyság (BPI)                                         | ezüst     | 200 000‡            |
| ‡ Eladási+streaming példányszámok kizárólag a minősítés alapján. |           |                     |

## Megjelenések
| Ország             | Dátum             | Formátum                     | Verzió                                                    | Label     | Ref.   |
| ------------------ | ----------------- | ---------------------------- | --------------------------------------------------------- | --------- | ------ |
| Különböző          | 2021. április 8.  | Digitális letöltés streaming | Original                                                  | Polydor   |        |
| Olaszország        | 2021. április 9.  | Contemporary hit radio       | Original                                                  | Universal | [ 32 ] |
| Különböző          | 2021. április 23. | Digital download streaming   | Paul Woolford remix                                       | Polydor   | [ 33 ] |
| Különböző          | 2021. április 30. | Digital download streaming   | Ofenbach remix                                            | Polydor   | [ 34 ] |
| Különböző          | 2021. május 7.    | Digital download streaming   | Vegyn remix                                               | Polydor   | [ 35 ] |
| Különböző          | 2021. május 21.   | Digital download streaming   | Kylie Minogue remix                                       | Polydor   | [ 36 ] |
| Egyesült Királyság | 2021. június 4.   | CD single                    | Original Kylie Minogue remix Paul Woolford remix acoustic | Polydor   | [ 37 ] |